# Simulium armoricanum
Simulium armoricanum är en tvåvingeart som beskrevs av Doby och David 1961. Simulium armoricanum ingår i släktet Simulium och familjen knott. Inga underarter finns listade i Catalogue of Life.